# SN 1998bu
SN 1998bu (AAVSO 1041+12) – supernowa w galaktyce Messier 96 w gwiazdozbiorze Lwa. Odkrył ją 9 maja 1998 roku włoski astronom amator Mirko Villi. Miała wtedy jasność obserwowaną ok. 13m.
Jak dotąd jest to jedyna znana supernowa w galaktyce Messier 96.